# 石棉绒鼠
石棉绒鼠（学名：Eothenomys shimianensis）一种于中国四川省西南部石棉县栗子坪自然保护区发现的啮齿动物，隶属于仓鼠科绒鼠属。

## 形态特征
模式标本成年雄鼠，头体长95毫米，尾长37毫米，重24克。夏季背毛毛基为灰色，毛尖黄棕色；腹毛毛基灰黑色，毛尖淡黄棕色。深色腹毛逐渐过渡到浅色的腹毛。尾背灰黑色，尾腹灰白色。